# Juan Manuel López
Juan Manuel López Martínez, född den 3 september 1969 i Madrid, Spanien, är en spansk fotbollsspelare som tog OS-guld i herrfotbollsturneringen vid de olympiska sommarspelen 1992 i Barcelona. 